# Cape St. George (gemeente)
Cape St. George (Frans: Cap Saint-Georges) is een gemeente (town) in de Canadese provincie Newfoundland en Labrador. De gemeente ligt aan de gelijknamige kaap aan de westkust van het eiland Newfoundland.

## Geschiedenis
De gemeente werd in 1969 opgericht als de local government community (LGC) Cape St. George-Petit Jardin-Grand Jardin-De Grau-Marches Point-Loretto. In 1980 werden LGC's op basis van de Municipalities Act als bestuursvorm afgeschaft. De gemeente werd daarop automatisch een community om een aantal jaren later uiteindelijk een town te worden. In 2000 werd de naam van de gemeente ingekort tot simpelweg Cape St. George.

## Geografie
De gemeente Cape St. George is vernoemd naar Cape St. George, de westelijke kaap van het schiereiland Port au Port. Dat is een groot schiereiland in de Saint Lawrencebaai, aan de westkust van Newfoundland. De gemeente beheert bij die kaap het ongeveer 25 ha metende Boutte du Cap Park.
De gemeente bestaat uit een opeenvolging van gehuchten gelegen aan Route 460, de provinciale weg die langs de zuidkust van Port au Port loopt. Het meest westelijke gehucht is Cape St. George zelf. Ten oosten ervan liggen verder nog de tot de gemeente behorende plaatsen Petit Jardin, Grand Jardin, De Grau, Red Brook, Loretto en Marches Point. Daar de kustgehuchten allen in elkaar overlopen gaat het de facto  om een 10 km lang lintdorp aan de oevers van St. George's Bay.
In het oosten grenst de gemeente aan het gemeentevrije gehucht Sheaves Cove.

## Demografie
Demografisch gezien is Cape St. George, net zoals de meeste afgelegen dorpen op Newfoundland, aan het krimpen. Tussen 1991 en 2021 daalde de bevolkingsomvang van 1.140 naar 809. Dat komt neer op een daling van 331 inwoners (-29,0%) in dertig jaar tijd.
| Jaar | Aantal inwoners | Verschil |
| ---- | --------------- | -------- |
| 1991 | 1.140           | –        |
| 1996 | 1.095           | -3,9%    |
| 2001 | 926             | -15,4%   |
| 2006 | 893             | -3,6%    |
| 2011 | 949             | +6,3%    |
| 2016 | 853             | -10,1%   |
| 2021 | 809             | -5,2%    |

### Taal
In 2016 hadden 730 (85,4%) inwoners van Cape St. George het Engels als (al dan niet gedeelde) moedertaal; alle anderen waren die taal machtig. Het schiereiland Port au Port is een van de enige gebieden in de provincie met een aanzienlijke Franstalige minderheid. In 2016 hadden in Cape St. George 145 mensen (17,0%) het Frans als (al dan niet gedeelde) moedertaal. Opgeteld waren er 210 mensen die de taal konden spreken (24,6%).

## Gezondheidszorg
Gezondheidszorg wordt in de gemeente aangeboden door de Cape St. George/Degrau Medical Clinic. Deze lokale zorginstelling valt onder de bevoegdheid van de gezondheidsautoriteit Western Health en biedt de inwoners van Cape St. George en omgeving alledaagse eerstelijnszorg aan. Het is een zogenaamde "reizende kliniek" (travelling clinic) waar voornamelijk gemeenschapsgezondheidsverpleegkunde (community health nursing) aangeboden wordt.